# Michał Tarkowski
Michał Tarkowski (* 11. Juli 1946 in Warschau) ist ein polnischer Schauspieler, Kabarettist, Drehbuchautor und Regisseur.
Tarkowski erhielt 1974 ein Diplom an der Fakultät für Architektur der Politechnika Warszawska und graduierte 1979 an der Regieabteilung der Staatlichen Hochschule für Film, Fernsehen und Theater Łódź. 1969 gründete er mit Janusz Weiss und Jacek Kleyff das Kabarett Salon Niezależnych (Unabhängiger Salon).
In den folgenden Jahren arbeitete er überwiegend als Filmschauspieler, daneben realisierte er als Drehbuchautor und Regisseur mehrere Dokumentarfilme. 2003–04 führte er am Warschauer Studio-Theater mit dem Orkiestra Na Zdrowie das Stück Kinoteatrzyk Jacka Kleyffa i Michała Tarkowskiego auf. 2011 wurde er mit dem Offizierskreuz des Orden Polonia Restituta ausgezeichnet.

## Filmografie (Auswahl)
- 1973: Illumination (Iluminacja)
- 1975: Das Personal (Personel)
- 1976: Die Narbe (Blizna)
- 1977: Der Mann aus Marmor (Człowiek z marmuru)
- 1978: Der Conferencier (Wodzirej)
- 2001: Lauter als Bomben (Głośniej od bomb)